# Naturschutzgebiet Hasental / Kregenberg

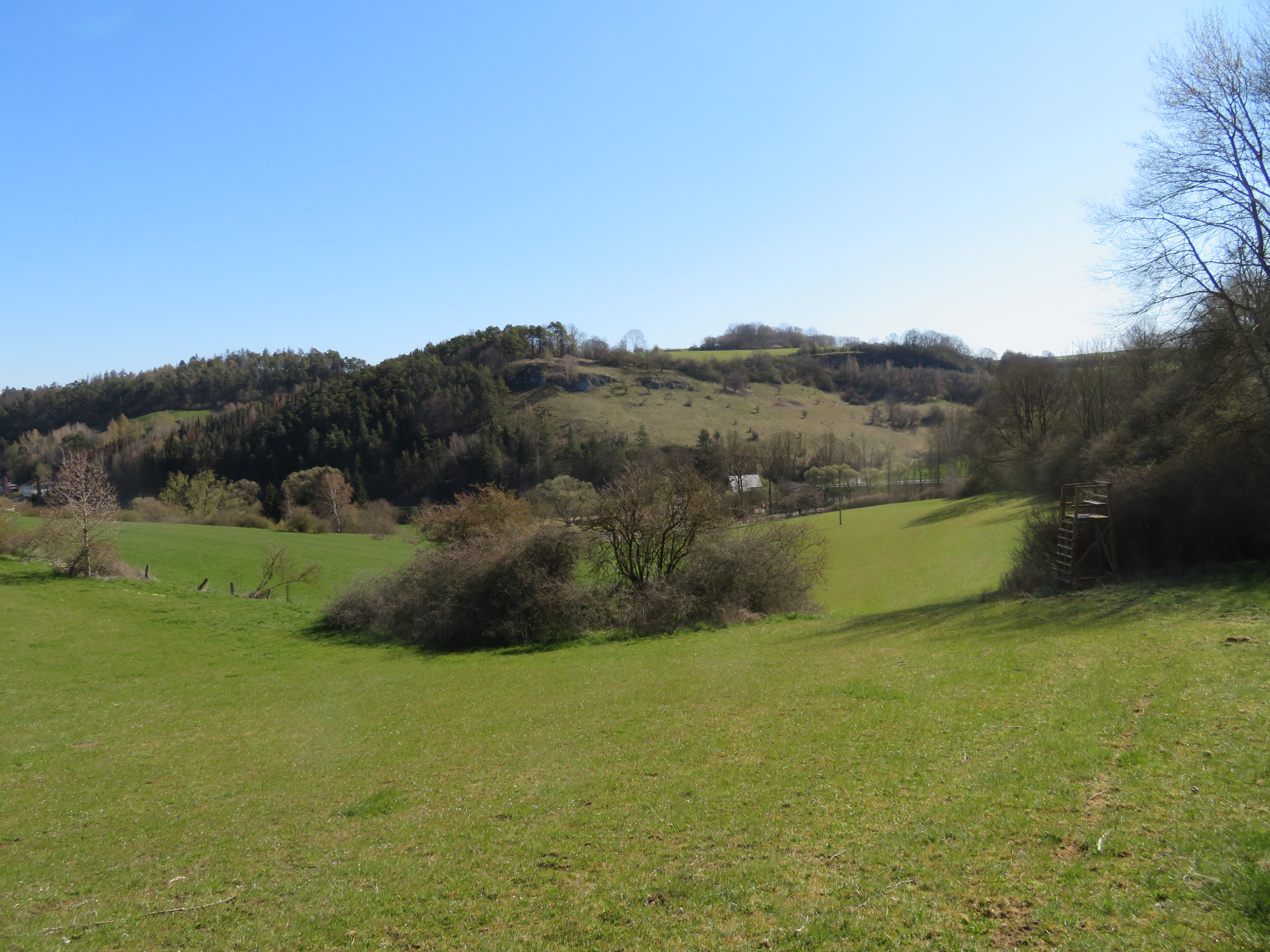
Vorne Naturschutzgebiet Galgenberg / Auf dem Glindschen Grund hinten Naturschutzgebiet Hasental/Kregenberg

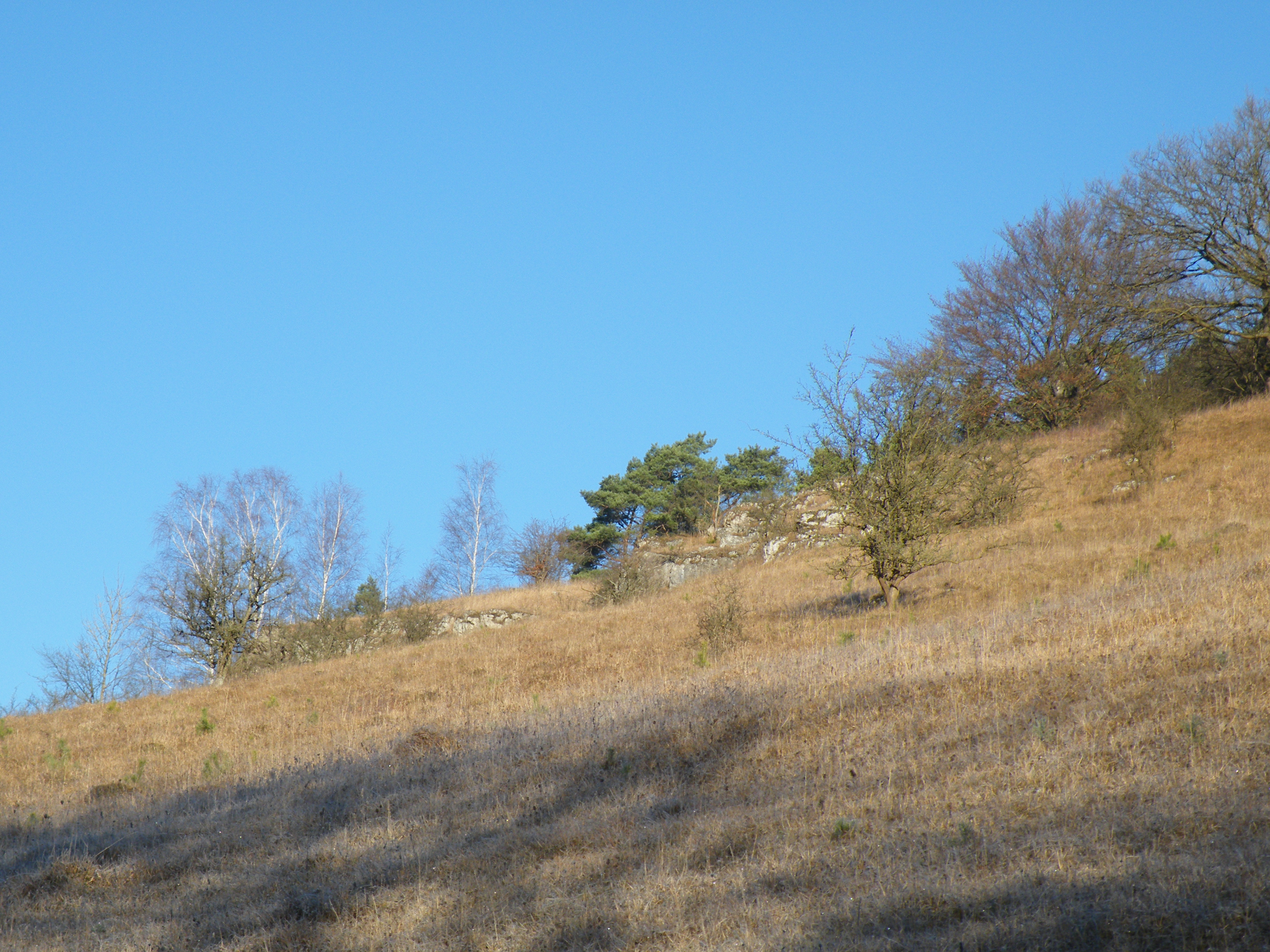
Blick auf einen Teilbereich des Kregenberges (2016)

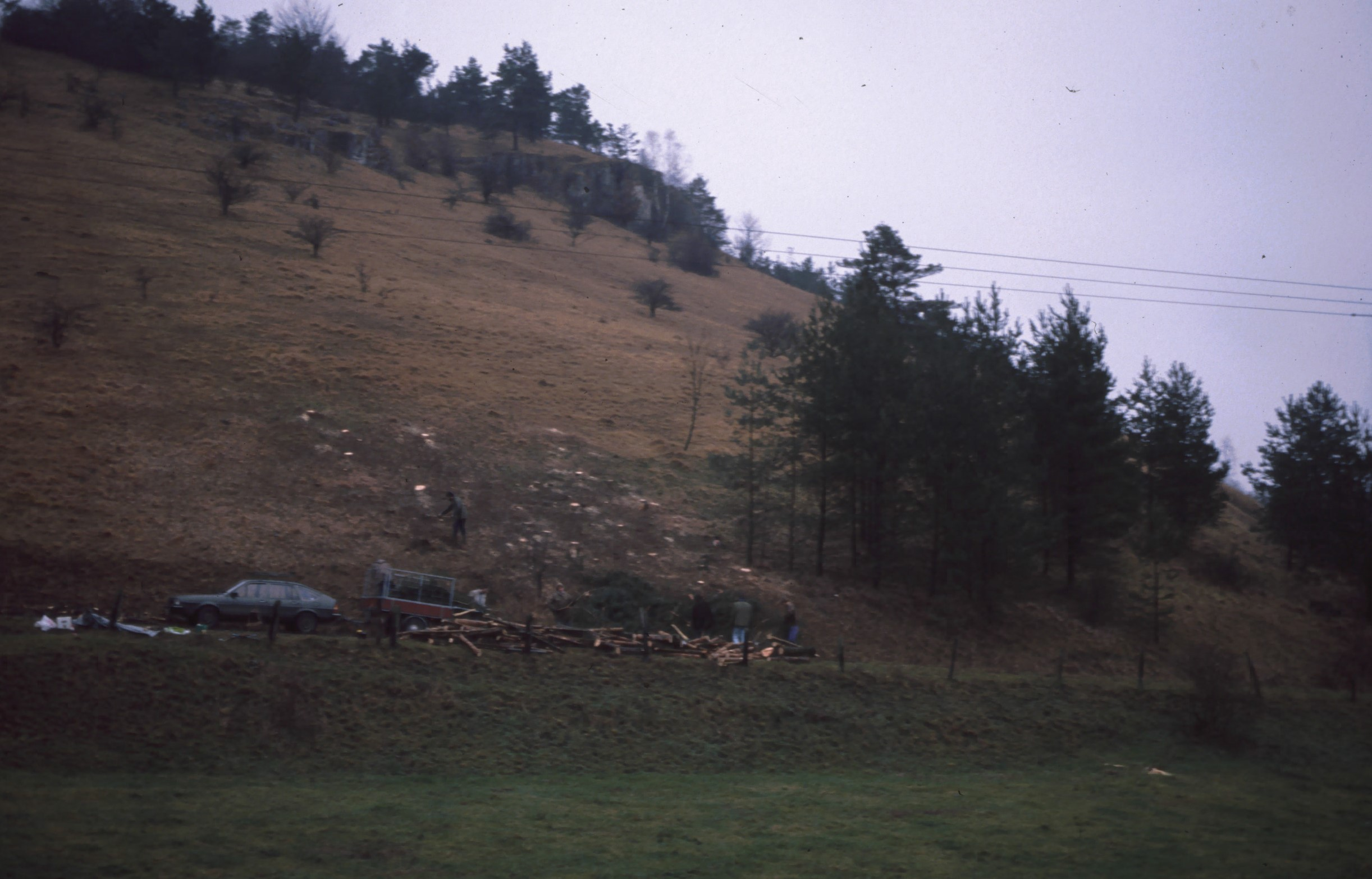
Arbeitseinsatz des VNV 1984

Das Naturschutzgebiet Hasental/Kregenberg liegt südlich von Marsberg bzw. südwestlich von Erlinghausen im Stadtgebiet von Marsberg im Hochsauerlandkreis. Es wurde erstmals 1994 per Verordnung als Naturschutzgebiet (NSG) festgesetzt. Seit 2008 ist es durch den Landschaftsplan Marsberg als NSG ausgewiesen.
Ein Großteil des etwa 62,81 Hektar großen Naturschutzgebiets liegt innerhalb des FFH-Gebiets DE-4519-303 Wulsenberg, Hasental und Kregenberg, wodurch die entsprechenden Bereiche Teil des europäischen Schutzgebietsnetzes Natura 2000 sind. Zu diesem FFH-Gebiet gehört auch ein Großteil des nördlich benachbarten Naturschutzgebietes Wulsenberg.
Das FFH-Gebiet gehört gemeinsam mit weiteren ähnlich strukturierten Naturschutzgebieten im Umfeld, die sich insbesondere an den Hängen von Glinde- und Diemeltal befinden, zu einem historischen Kulturlandschaftstyp mit enger Verzahnung von Gebüschen und Offenland und mit einer artenreichen und spezifischen Fauna und Flora carbonatischer Prägung, der im Hochsauerlandkreis einzigartig ist. Diese Flächen wurden früher in der Regel von Schäfern mit ihren Schaf- und Ziegenherden abgehütet. Das NSG gehört seit 2023 zum Vogelschutzgebiet Diemel- und Hoppecketal mit angrenzenden Wäldern.
Südlich des Naturschutzgebietes liegt, nur durch die dortige K 65 getrennt, das Naturschutzgebiet Leitmarer Felsen. Westlich liegt, durch die Landesstraße 549 getrennt, das Naturschutzgebiet Glindetal.

## Beschreibung
Die Magerrasen im NSG repräsentieren einen in seinem Naturschutzwert herausragenden Restbestand der historischen Weidelandschaften auf Kalkverwitterungsböden mit Zechstein-Kalken der Marsberger Hochfläche. Das Gebiet umfasst die Kuppe sowie die süd- und westexponierten Hänge des Kregenberges mit ihren unterschiedlich basenversorgten Magerrasen, Sekundärstandorten in einem ehemaligen Steinbruch und aufgeforsteten Teilflächen. An den Steilhängen sind am Kregenberg und im Hasental auf Zechsteinkalken arten- und blumenreiche Kalkhalbtrockenrasen ausgebildet. In diesen Magerrasen befinden sich teilweise Nesthügel von Wiesenameisen. Mit zunehmend westlicher Ausrichtung gehen die Enzian-Schillergrasrasen in üppige Blaugrasrasen über. Am Westhang stehen Schaumkalke an, die hier ein langgestrecktes Klippenband von bis zu 6 m Höhe bilden. Natürliche und künstliche Felsstandorte finden sich auch im mittleren Hangabschnitt im Bereich eines aufgelassenen Steinbruchs, in der Nordspitze des NSG sowie wegebegleitend an der Südseite im Übergang zum Hasental. Ehemalige Äcker auf dem Kregenberg-Plateau wurden inzwischen in Grünland umgewandelt. Magere alte Weideflächen im Südosten des Gebietes leiten zu Kalkmagerrasen über. Die Magerrasen werden mittels einer funktionierenden Huteschäferei gepflegt. Auch das weitgehend trockene Tal des Krämershohl am Südrand des Gebietes zeichnet sich durch eine strukturreiche Grünlandnutzung aus. Teilweise findet man dort krautreiche Übergangs-Magerrasen. Auf den Weideflächen stehen einige Obstbäume; auch böschungsbegleitende Feldgehölze reichern diesen Gebietsteil an und bieten Nistgelegenheiten für Vogelarten der gehölzstrukturierten Feldflur. Mit solchen Feldgehölzen in unterschiedlicher Dichte und Ausdehnung bis hin zu einem kleinen Buchenwäldchen auf der nördlichen Kregenberg-Kuppe ist das gesamte NSG durchsetzt. Am Westhang und im Norden wurden allerdings flächige Nadelholzbestände aufgeforstet, die einem Verbund und der Weiterentwicklung der schutzwürdigen Magerrasen deutlich entgegenstehen.
Durch einen ehemaligen Steinbruchbetrieb am südlichen Kregenberg wurde der Eingang zu der nicht touristisch erschlossenen Höhle Weiße Kuhle erweitert. Diese Höhle hat seit alters her eine erhebliche Bedeutung als Fledermausquartier. Der Kot der Tiere wurde früher zur Salpetergewinnung bergmännisch abgebaut. Die Höhle steht als Kulturdenkmal unter Schutz und bildet gleichzeitig einen geologischen Aufschluss bankiger Zechsteinkalke von wissenschaftlichem Interesse. Ein weiteres erdgeschichtliches Zeugnis bildet der Straßenanschnitt der Landesstraße 549, wo ein überkippter Sattel in Kalkknotenschiefern unterhalb der Zechsteinklippen aufgeschlossen ist.

## Pflanzenarten im NSG
Das Landesamt für Natur, Umwelt und Verbraucherschutz Nordrhein-Westfalen dokumentierte im Schutzgebiet Pflanzenarten wie Acker-Hornkraut, Acker-Kratzdistel, Acker-Witwenblume, Ährige Teufelskralle, Berg-Platterbse, Breitblättriger Thymian, Busch-Windröschen, Christophskraut, Dornige Hauhechel, Dreizahn, Echte Nelkenwurz, Echte Schlüsselblume, Echtes Barbarakraut, Echtes Johanniskraut, Echtes Labkraut, Efeu, Einbeere, Feld-Ehrenpreis, Frühlings-Fingerkraut, Frühlings-Hungerblümchen, Färber-Ginster, Gamander-Ehrenpreis, Gänseblümchen, Gelbes Sonnenröschen, Gelbes Windröschen, Gemeiner Dost, Gemüse-Lauch, Gewöhnlicher Hohlzahn, Gewöhnliches Ferkelkraut, Gewöhnliches Leinkraut, Goldschopf-Hahnenfuß, Großblütige Braunelle, Großer Klappertopf, Großes Zweiblatt, Grünliche Waldhyazinthe, Heide-Günsel, Herbstzeitlose, Jakobs-Greiskraut, Kleine Bibernelle, Kleiner Klappertopf, Kleiner Odermennig, Kleiner Wiesenknopf, Kleines Habichtskraut, Knolliger Hahnenfuß, Knäuel-Hornkraut, Leberblümchen, Magerwiesen-Margerite, Männliches Knabenkraut, Maiglöckchen, Mittlerer Wegerich, Moschus-Malve, Mücken-Händelwurz, Nesselblättrige Glockenblume, Pastinak, Purgier-Lein, Pyrenäen-Storchschnabel, Quellen-Hornkraut, Quendelblättrige Kreuzblume, Rapunzel-Glockenblume, Rote Lichtnelke, Rundblättrige Glockenblume, Ruprechtskraut, Sanikel, Scharbockskraut, Scharfer Hahnenfuß, Scharfer Mauerpfeffer, Schwalbenwurz, Seidelbast, Skabiosen-Flockenblume, Spitzwegerich, Steifer Augentrost, Stumpfblättriger Ampfer, Taumel-Kälberkropf, Wald-Erdbeere, Wald-Veilchen, Waldmeister, Wiesen-Augentrost, Wiesen-Bärenklau, Wiesen-Bocksbart, Wiesen-Flockenblume, Wiesen-Kerbel, Wiesen-Kümmel, Wiesen-Labkraut, Wiesen-Pippau, Wiesen-Platterbse, Wiesen-Schaumkraut, Wiesen-Schwingel, Wiesen-Storchschnabel, Wilde Möhre, Wirbeldost und Zweiblättrige Schattenblume.

## Schutzzweck des Naturschutzgebietes
Das NSG wurde zur Erhaltung eines struktur- und besonders artenreichen Biotopkomplexes aus unterschiedlich mageren Grünlandflächen mit reicher Feldgehölzstrukturierung ausgewiesen. Auch soll die Habitatfunktion für etliche gefährdete Pflanzen-, Vogel und Insektenarten erhalten werden. Es dient ferner der Erhaltung der Höhle Weiße Kuhle sowie anderer bergbaulicher Relikte im Gebiet und des geologischen Aufschlusses am Westrand aus erdgeschichtlichen und landeskundlichen Gründen. Das NSG soll zur Sicherung der Grünlandnutzung durch Hüteschäferei beitragen. Außerdem soll es zur Sicherung der Kohärenz und Umsetzung des europäischen Schutzgebietssystems Natura 2000 beitragen.

## Entwicklungsmaßnahmen
Laut Landschaftsplan sind einige zusätzliche Entwicklungsmaßnahmen im NSG für das dortige schutzbedürftige Magergrünland geplant. Die im NSG bei Ausweisung noch vorhandenen Nadelholzaufforstungen sollen geschlagen werden und diese Flächen in extensives Grünland umgewandelt werden. Durch Beweidung und Pflegemaßnahmen soll eine Ausbreitung von Gehölzen auf die Magergrünlandflächen verhindert werden.

## Naturschutz-Maßnahmen
Teile der Flächen im NSG gehören der Stadt Marsberg. Das Gebiet wird zum Großteil von einem Schäfer aus Erlinghausen mit seiner Schafherde abgehütet. Seit den 1980er Jahren finden zudem Pflegearbeiten des Vereins für Natur- und Vogelschutz im Hochsauerlandkreis (VNV) und der Biologischen Station Hochsauerlandkreis im NSG statt. Insbesondere wurden Schwarzdorn-Büsche und Stockausschläge mit Motorsäge und Freischneider entfernt.
Der VNV pflanzte Obstbäume und führt dort den Pflegeschnitt an den Obstbäumen durch.